# Scarboro Golf & Country Club
De Scarboro Golf & Country Club is een golfclub en een countryclub in Canada. De club werd opgericht in 1911 en bevindt zich in Scarborough, Ontario. De club beschikt over een 18-holes golfbaan en werd ontworpen door Albert Warren Tillinghast.
Naast een golfbaan, beschikt de club ook over een curlingbaan en een feestzaal.

## Golftoernooien
Voor het golftoernooi voor de heren is de lengte van de baan voor de heren 5986 m met een par van 71. De course rating is 72,4 en de slope rating is 136.
- Canadees Open: 1940, 1947, 1953 & 1963
- Labatt Open: 1954